# آن لاكاتون
آن لاكاتون (2 أغسطس 1955 -) مهندسة معمارية فرنسية، تدير مع زوجها جان فيليب فاسال الشركة المعمارية لاكتون وفاسال. وقد حاز الزوجان جائزة بريتزكر لعام 2021.